# Naturschutzgebiet Westerweiden
Das Naturschutzgebiet Westerweiden ist ein Flussmarsch-Gebiet an der Elbe in Hamburg-Finkenwerder.
Das heutige NSG Westerweiden (70 ha) und das Naturschutzgebiet Finkenwerder Süderelbe (100 ha) wurden als ein gemeinsames Gebiet Naturschutzgebiet Alte Süderelbe 1989 unter Schutz gestellt. 1997 wurde das Gebiet in zwei Naturschutzgebiete aufgeteilt.
Im Gebiet der Westerweiden wurden Obstbau und Weidewirtschaft betrieben. Auch heute stehen noch Pferde auf den Flächen. Die südlichen Teile des Gebietes stehen unter Prozessschutz und werden von Hochstaudenfluren bewachsen, die in den Röhrichtgürtel übergehen.

## Flora
Vom Finkenwerder Westerdeich an der Ostgrenze des Naturschutzgebiets liegt extensiv bewirtschaftetes, von Gräben durchzogenes Grünland. Hier wachsen unter anderem Kammgras, Milder Knöterich und Bleicher Ehrenpreis. An den Gräben gedeiht eine artenreiche Flora: Schwanenblume, Spreizender Wasserhahnenfuß und Holunderblättriger Baldrian kommen hier vor.

## Fauna
Auf den Flächen sind Bestände an brütenden Wiesenvögeln und im Winter von rastenden Gänsen zu finden. Die Bestände der Wiesenvögel sind aufgrund der in der Vergangenheit zugenommenen Austrocknung der Flächen und der damit verbundenen Einschränkung der Stocherfähigkeit der Böden zurückgegangen. Rohrweihe und Knäkente brüten im Schilfgürtel. Im Schilfgürtel wurden Beutelmeisen beobachtet.
Der Seefrosch ist ein typischer Bewohner der Flussauen und hat hier mit über 150 Individuen das größte Vorkommen in Hamburg. Mehr als 300 Arten von Nachtschmetterlingen kommen in dem Gebiet vor.